# Aspidiophorus paradoxus
Aspidiophorus paradoxus is een buikharige uit de familie Chaetonotidae. Het dier komt uit het geslacht Aspidiophorus. Aspidiophorus paradoxus werd in 1902 voor het eerst wetenschappelijk beschreven door Voigt. 